# Kevin Perticots
Joseph Stephan Kevin Perticots (sinh ngày 1 tháng 5 năm 1996), thường gọi Kevin Perticots, là một cầu thủ bóng đá người Mauritius thi đấu ở vị trí tiền vệ cho đội bóng tại Mauritian League Pamplemousses SC và Đội tuyển bóng đá quốc gia Mauritius.

## Sự nghiệp quốc tế
Perticots có màn ra mắt quốc tế trong thất bại 2–0 tại Cúp COSAFA trước Zimbabwe, vào sân từ ghế dự bị cho Christopher Bazerque. Anh ghi bàn đầu tiên vào lưới Madagascar; bàn thắng thứ ba trong thắng lợi 3–1 để đoạt hạng ba tại Đại hội Thể thao Quần đảo Ấn Độ Dương 2015.

## Thống kê quốc tế
Tính đến trận đấu diễn ra ngày 12 tháng 11 năm 2017.
| Đội tuyển quốc gia | Năm       | Số trận | Bàn thắng |
| ------------------ | --------- | ------- | --------- |
| Mauritius          | 2015      | 11      | 1         |
| Mauritius          | 2016      | 3       | 0         |
| Mauritius          | 2017      | 11      | 2         |
| Tổng cộng          | Tổng cộng | 25      | 3         |

### Bàn thắng quốc tế
Tỉ số và kết quả liệt kê bàn thắng của Mauritius trước.
| #  | Ngày                | Địa điểm                                         | Đối thủ              | Tỉ số | Kết quả      | Giải đấu                                     |
| -- | ------------------- | ------------------------------------------------ | -------------------- | ----- | ------------ | -------------------------------------------- |
| 1. | 7 tháng 8 năm 2015  | Sân vận động Georges Lambrakis, Le Port, Réunion | Madagascar           | 3–0   | 3–1          | Indian Ocean Island Games 2015               |
| 2. | 29 tháng 6 năm 2017 | Sân vận động Moruleng, Moruleng, Nam Phi         | Tanzania             | 1–0   | 1–1          | Cúp COSAFA 2017                              |
| 3. | 29 tháng 6 năm 2017 | Sân vận động 11 tháng 11, Luanda, Angola         | Angola               | 1–1   | 2–3          | Vòng loại Giải vô địch bóng đá châu Phi 2018 |
| 4. | 21 tháng 3 năm 2019 | Churchill Park, Lautoka, Fiji                    | Nouvelle-Calédonie   | 2–1   | 3–1          | Giao hữu                                     |
| 5. | 24 tháng 7 năm 2019 | Sân vận động George V, Curepipe, Mauritius       | Mayotte              | 1–0   | 1–0 (s.h.p.) | Indian Ocean Island Games 2019               |
| 6. | 9 tháng 10 năm 2019 | Sân vận động Anjalay, Belle Vue Harel, Mauritius | São Tomé và Príncipe | 1–0   | 1–3          | Vòng loại CAN 2019                           |